# Грешница (картина Семирадского)
«Гре́шница» — крупноформатная картина польского и русского художника-академиста Генриха Семирадского (1843—1902), завершённая в 1873 году. Хранится в Государственном Русском музее в Санкт-Петербурге (инв. Ж-5674). Размер — 250 × 499 см.
Сюжет картины связан с историей о Христе и грешнице, описанной в Евангелии от Иоанна. Трактовка темы, которой следует Семирадский, по описанию близка к мотивам популярной в то время поэмы Алексея Константиновича Толстого «Грешница». Композиционно картина может быть разделена на две части: слева изображён Христос вместе со своими последователями, а справа — нарядно одетая грешница со свитой развлекающихся мужчин и женщин.
Семирадский работал над картиной, заказчиком которой был великий князь Владимир Александрович, в Риме. В марте 1873 года картина была доставлена в Санкт-Петербург, где была показана на Академической выставке. За создание полотна Академия художеств присвоила Семирадскому звание академика. Картина была приобретена наследником цесаревичем Александром Александровичем за 10 000 рублей. В 1873 году полотно экспонировалось на Всемирной выставке в Вене, где Семирадский получил свою первую международную награду — медаль «За искусство».
Художник Иван Крамской писал, что картина Семирадского «производит впечатление ошеломляющее», хотя «Христос с апостолами несколько мизерен». Критик Владимир Стасов отмечал «блестящий колорит» полотна, но при этом писал, что картина «поверхностна по содержанию», а также подвергал критике образы грешницы, Христа и апостолов. Искусствовед Татьяна Карпова отмечала, что в картине «Грешница» Семирадский впервые стал использовать пленэрные эффекты «в большом холсте, написанном на сюжет из далёкого прошлого», и что в те времена «это явилось новостью для русского искусства».

## История

### Предшествующие события и работа над картиной
В 1870 году Генрих Семирадский закончил свою учёбу в Академии художеств в Санкт-Петербурге, получив звание классного художника первой степени, а также большую золотую медаль, которая была присуждена ему за представленную на конкурс картину «Доверие Александра Македонского к врачу Филиппу». Вместе с медалью художник получил право на шестилетнюю пенсионерскую поездку за границу на средства Академии художеств. Семирадский начал своё путешествие в качестве пенсионера в августе 1871 года и, посетив по пути Краков, в сентябре того же года прибыл в Мюнхен. Там он провёл несколько месяцев, написав за это время картину «Римская оргия блестящих времён цезаризма», получившую хорошие отзывы критиков как в Мюнхене, так и в Петербурге, куда она была послана на очередную академическую выставку.

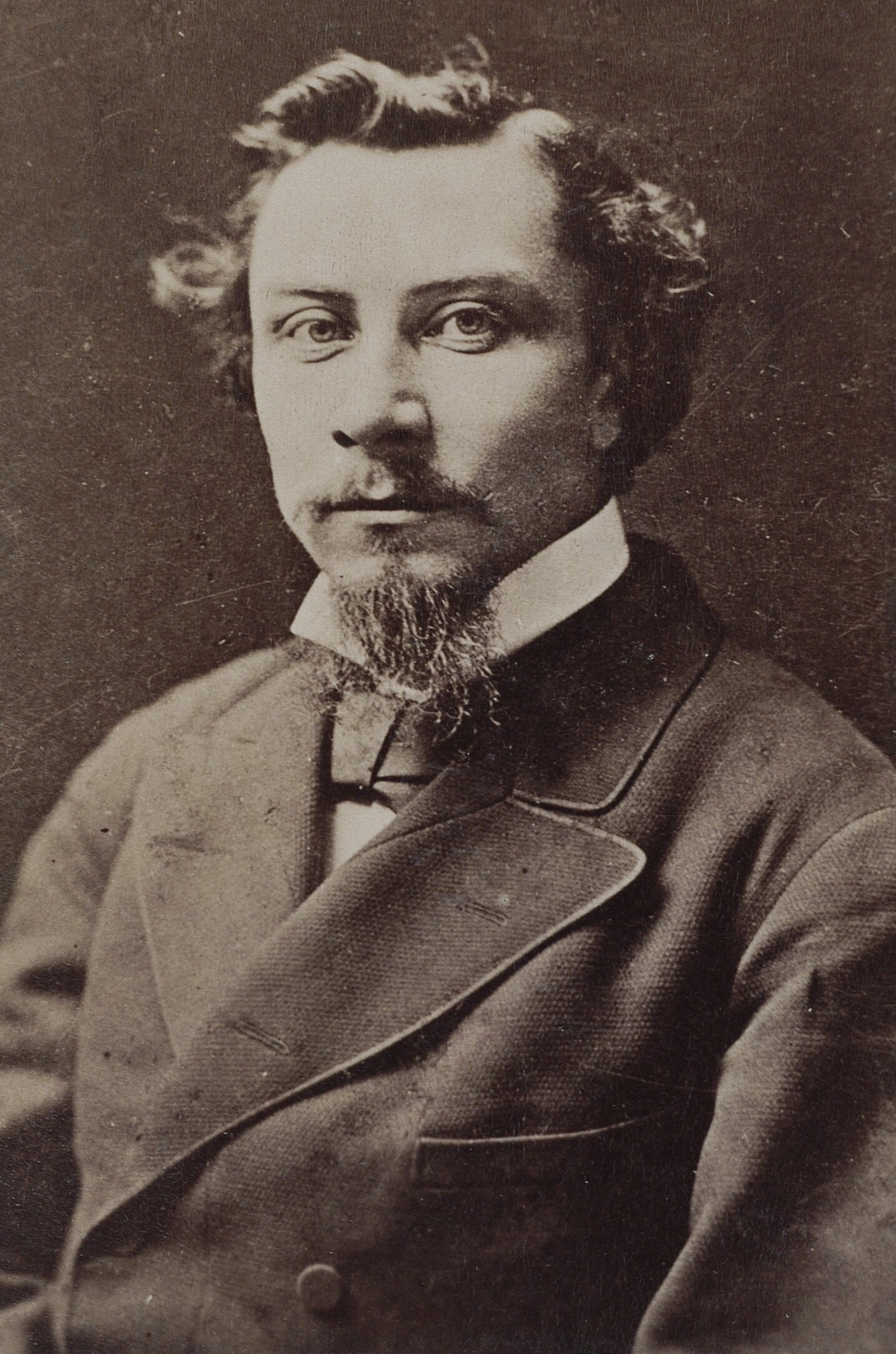
Генрих Семирадский (фотография, около 1875)

В апреле 1872 года Семирадский отправился из Мюнхена во Флоренцию, планируя обосноваться там на долгий срок. Однако, совершив вскоре после этого путешествие по Италии, художник изменил свои планы и решил перебраться в Рим — об этом решении он сообщил в Академию художеств в письме от 9 мая 1872 года. Вскоре Семирадский снял мастерскую на виа Маргутта, где и приступил к работе над новой картиной, которую называл «Христос и грешница» или «Грешница».
Заказчиком этого полотна был великий князь Владимир Александрович, с 1869 года занимавший должность товарища президента Академии художеств, а в 1876 году ставший её президентом. Великий князь предложил Семирадскому тему для будущего полотна, когда тот был ещё в Петербурге. В частности, Владимир Александрович прислал художнику для ознакомления экземпляр поэмы Алексея Константиновича Толстого «Грешница», впервые опубликованной в 1858 году в журнале «Русская беседа». Эта поэма в то время пользовалась большой популярностью и входила в репертуар разного рода литературных вечеров.
Осенью 1872 года в Рим приехал художник Василий Поленов, который в то время начинал работу над картиной со сходным сюжетом. В письме к родным от 15 октября 1872 года Поленов писал: «Тут уже живёт товарищ по Академии поляк Семирадский. Очень любезный и обаятельный господин и интересный художник». В том же письме Поленов рассказывал, что сблизился в Риме и с другими художниками-поляками, а также сообщал, что «начал делать этюды для картины „Кто из вас без греха“». В письме от 31 марта 1873 года Вера Николаевна Воейкова, бабушка Поленова, сообщала своему внуку из Петербурга: «У нас был твой товарищ Семирадский, который тебя очень полюбил и выхвалял твой талант и твои этюды в Риме, а также начатую тобой картину». Над полотном «Христос и грешница» (альтернативное название — «Кто из вас без греха?») Поленов работал гораздо дольше, чем Семирадский над своей «Грешницей», и закончил его лишь в 1887 году.
Обдумывание сюжета, включавшее в себя работу над набросками, эскизами и этюдами, заняло у Семирадского не менее полутора лет. Над большим полотном художник работал относительно недолго — по его собственным воспоминаниям, около восьми месяцев. В процессе создания «Грешницы» Семирадский активно пользовался новейшими достижениями фотографии, при этом снимки по его просьбе делал профессиональный фотограф Микеле Манг. В собрании Национального музея в Кракове есть фотографии натурщиков и манекенов в соответствующих позах и одеждах, которые были использованы для написания различных действующих лиц полотна, включая главных героев — Иисуса Христа и грешницу. Работа над картиной была завершена в феврале 1873 года — таким образом, вся работа над «Грешницей» заняла около трёх лет, с 1870 по 1873 год.

### Выставки 1873 года и продажа картины
Весной 1873 года в Санкт-Петербурге проходила Академическая выставка, на которой экспонировались произведения живописи и скульптуры, предназначенные для отправки на Всемирную выставку в Вену. Некоторые художники не смогли доставить свои произведения к её началу. Работавший в то время во Флоренции Иван Айвазовский просил организаторов дать отсрочку художникам, находившимся в Италии, — в частности, он упомянул, что Семирадский работает над прекрасной картиной, но не сможет закончить её до конца января. Лишь 10 марта Семирадский известил руководство Академии, что картина «Грешница» была послана в Санкт-Петербург; он также просил, чтобы картина была распакована в его присутствии.

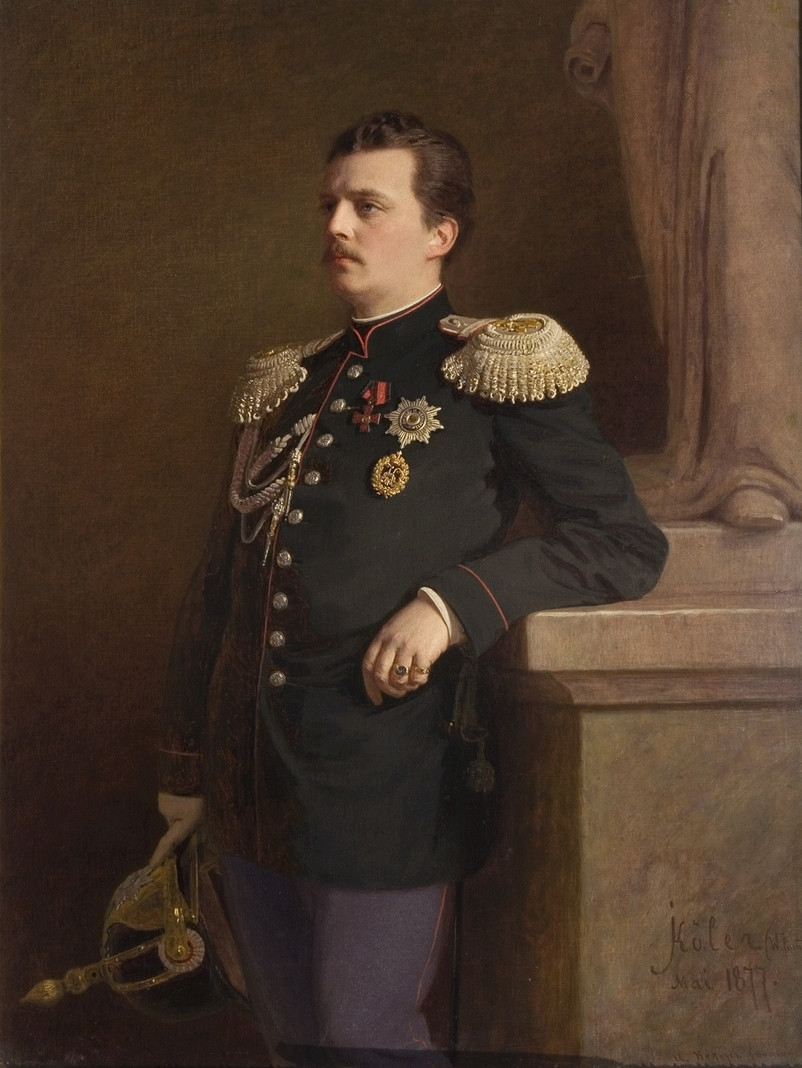
Йохан Кёлер. Портрет великого князя Владимира Александровича (около 1878)

Семирадский приехал в Санкт-Петербург в конце марта, а 30 марта его новое полотно было представлено в рафаэлевском зале Академии художеств. Несмотря на то, что до окончания экспозиции оставалось всего два дня, картина успела привлечь внимание зрителей и произвести на них большое впечатление. В письме от 2 апреля Семирадский писал своим родным: «Уже два дня моя картина выставлена в залах Академии, публика, привлечённая объявлением, которое поместила Академия в газетах о прибытии моей картины, снова толчётся на выставке. Я стал сейчас предметом энтузиазма и зависти в художественном мире; мне даже в голову не приходило, что я мог произвести такое впечатление своей картиной. Общим здесь является мнение, что моя „Грешница“ своим появлением разбила всю выставку работ, предназначенных для Вены, как говорят по-русски здешние художники, „разбила в щепки“».
Из всех картин, появившихся на выставке, наибольшего внимания удостоились три полотна — «Бурлаки на Волге» Ильи Репина, «Шуты при дворе Анны Иоанновны» Валерия Якоби и «Грешница». Художник Павел Чистяков в письме к Козьме Солдатёнкову отмечал, что своим новым произведением «Семирадский ошеломил, да и не публику, а художников», добавляя, что «всё это радует нашего брата». Живописец Иван Крамской писал, что картина Семирадского «производит впечатление ошеломляющее, долго не можешь владеть рассудком», хотя, по его словам, «Христос с апостолами несколько мизерен». Критик Владимир Стасов под псевдонимом «O.» написал статью «Новая картина Семирадского „Грешница“», которая была опубликована в «Санкт-Петербургских ведомостях» (№ 95 за 1873 год). Стасов отмечал, что картина «произвела такой фурор, какого у нас и не запомнят», и что со времени брюлловского «Последнего дня Помпеи» в русской живописи не появлялось ничего столь великолепного. Однако при этом самому Стасову не понравились ни грешница («ничтожная и скучная по своей позе, лицу, выражению»), ни Христос («бледная, вялая фигура в белом хитоне»), ни апостолы («арабские халатники с самыми ординарными лицами и ничего не выражающими физиономиями»).
Несмотря на критику, и заказчику — великому князю Владимиру Александровичу, и конференц-секретарю Академии художеств Петру Исееву картина «Грешница» очень понравилась. За неё Семирадскому было присвоено звание академика, за ним окончательно закрепилась слава «одного из ведущих мастеров русского академизма». По совету Владимира Александровича «Грешница» была приобретена наследником цесаревичем Александром Александровичем за очень большую по тем временам сумму — 10 000 рублей. Кроме этого, Владимир Александрович заказал Семирадскому повторение картины сепией для своей коллекции.
В том же 1873 году полотно «Грешница» было послано на Всемирную выставку в Вене. Там оно экспонировалось вместе с другими произведениями, представлявшими успехи русской живописи за предшествующее десятилетие, — картинами «Пётр и Алексей» Николая Ге, «Охотники на привале» и «Рыболов» Василия Перова, «Бурлаки на Волге» Ильи Репина, авторской копией полотна «Грачи прилетели» Алексея Саврасова и другими. Картина «Грешница» была выставлена в центральном зале Павильона искусств. Признавая, что полотно Семирадского написано с большим мастерством, немецкий художник и искусствовед Фридрих Пехт писал, что оно «является очень талантливым и пикантным этюдом влияния эффектов солнечного света на архитектуре и людях», хотя, по его словам, «всё как-то хорошенько не понимаешь, почему именно Христос должен был служить моделью для подобных экспериментов». В путеводителе, посвящённом художественному отделу венской выставки, журналист Эрнст Леман (Ernst Lehmann) писал, что Семирадский, «молодой ещё русский художник, представил в своей „Грешнице“ работу, которая указывает нам великого колориста; мало того, его способ трактования библейского материала во всех отношениях нов и, быть может, единственно пригодный в наше время для религиозных картин». Впрочем, оппонент Семирадского Владимир Стасов, переводя эти отзывы с немецкого языка, язвительно заметил, что в Вене, как и в России, «Грешница» «очень понравилась людям менее смыслящим и почти вовсе не понравилась тем, кто более развит в художественном отношении и у кого вкус пообразованнее». Как бы то ни было, на венской выставке «Грешница» была отмечена медалью «За искусство», которая стала первой международной наградой, полученной Семирадским.

### Последующие события
В 1874 году, на пути из Вены в Санкт-Петербург, картина «Грешница» несколько дней экспонировалась на выставке в Варшаве, весь доход от которой Семирадский пожертвовал в пользу нуждающихся польских художников. Полотно, под названием «Христос и грешница», также входило в экспозицию Всероссийской промышленно-художественной выставки 1882 года, состоявшейся в Москве. Кроме этой картины, на выставке были представлены ещё четыре произведения Семирадского — «Доверие Александра Македонского к врачу Филиппу» (1870), «Танец среди мечей» (1881), «Оргия времён Тиберия на острове Капри» (1881) и «Светочи христианства» (1882, уменьшенный вариант большого полотна 1876 года).

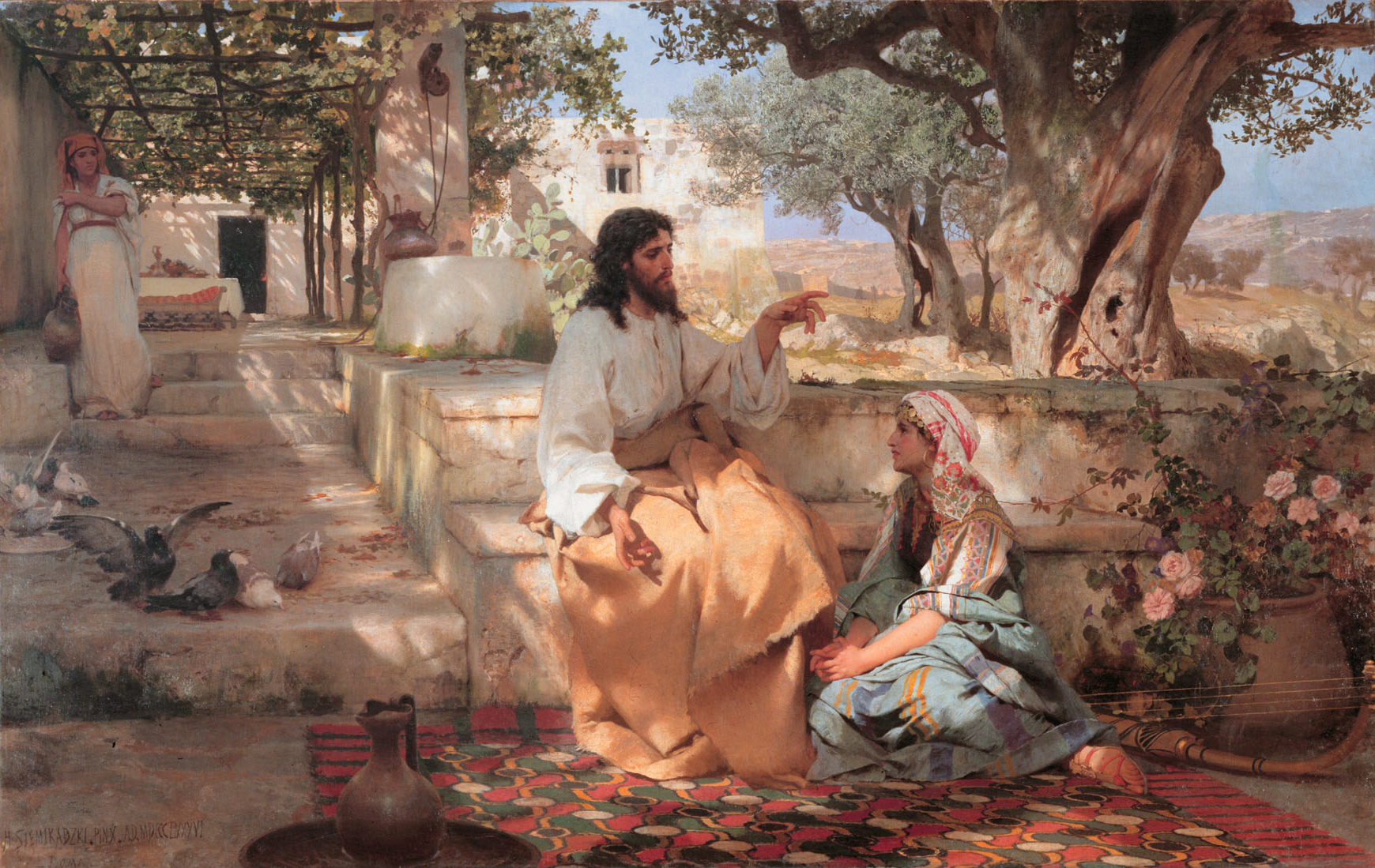
Генрих Семирадский. Христос у Марфы и Марии (1886, ГРМ)

Полотно «Грешница» положило начало небольшому евангельскому циклу Генриха Семирадского — за ним последовали такие произведения, как «Христос у Марфы и Марии» (1886, Государственный Русский музей), «Христос и самаритянка» (1890, Львовская национальная галерея искусств имени Б. Г. Возницкого) и «Христос среди детей» (1900—1901, Национальный музей в Варшаве).
Картина «Грешница» хранилась в Царскосельском Александровском дворце, а в 1897 году была передана в создаваемый в то время Русский музей императора Александра III (ныне — Государственный Русский музей), где она и находится до сих пор. В первые годы существования музея «Грешница» экспонировалась в одном зале с полотнами «Запорожцы» Ильи Репина, «Покорение Сибири Ермаком» Василия Сурикова, «На войну» Константина Савицкого и картиной на схожий сюжет «Христос и грешница» Василия Поленова; там же, кроме «Грешницы» Семирадского, находились и другие картины художников-академистов — «Оргия» Вильгельма Котарбинского и «Поцелуйный обряд» Константина Маковского.

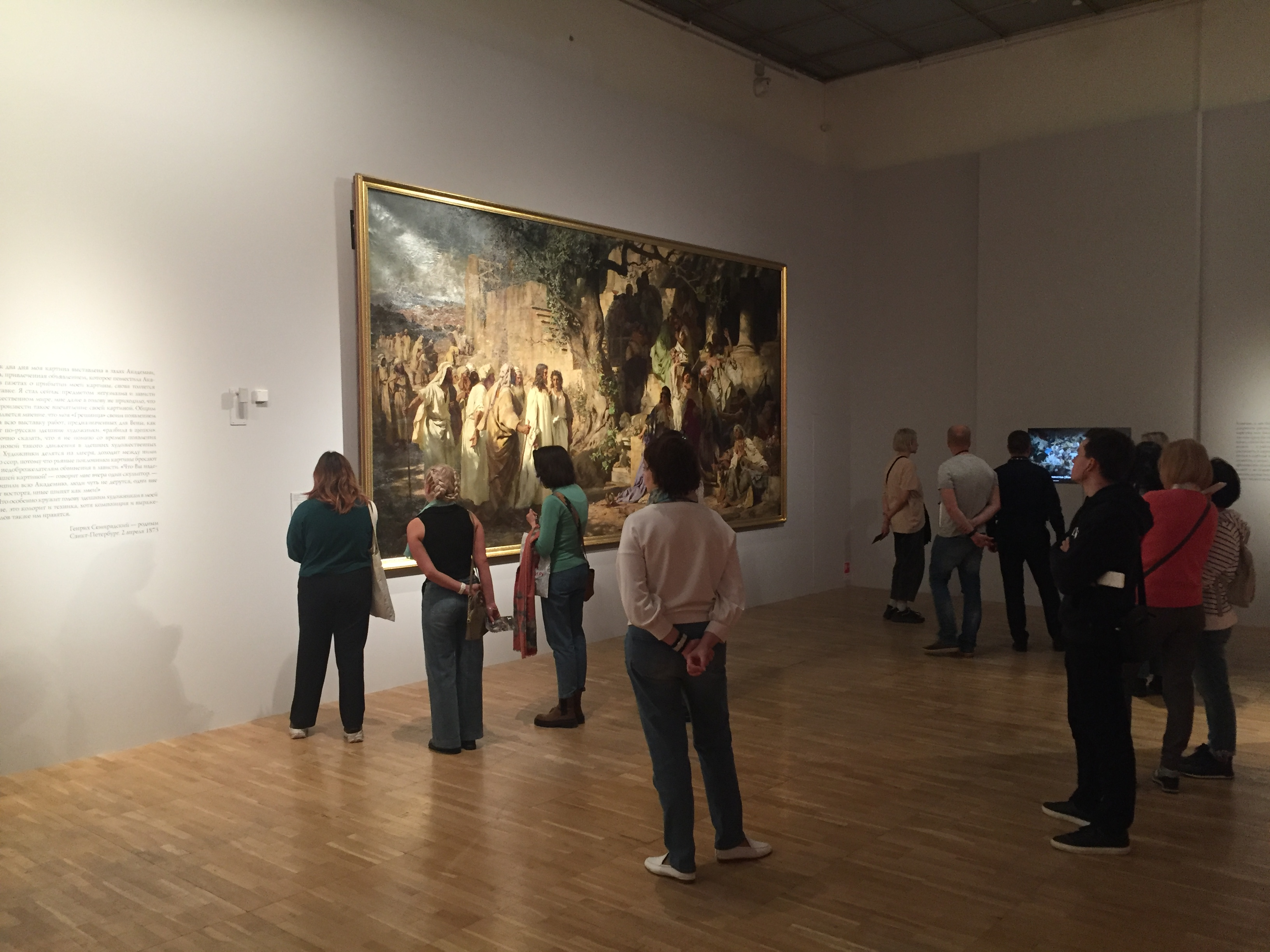
Картина «Грешница» на выставке 2022 года в ГТГ на Крымском Валу

В 2014 году художники-реставраторы Государственного Русского музея Ирина Корнякова и Наталья Романова провели исследование и реставрацию картины «Грешница». Анализ состояния полотна показал, что картина ранее (возможно, в конце XIX века) уже была переведена на новый холст, хотя записей об этой операции в архивах найдено не было. Основные проблемы были связаны с повреждениями, нанесёнными при переводе с авторского холста, а также с длительным хранением полотна на валу — всё это привело к существенным деформациям поверхности и отставанию красочного слоя с грунтом от холста, при этом в некоторых местах даже появились участки расслоения живописи с утратами красочного слоя. При реставрационных работах 2014 года у картины был удалён предыдущий переводной холст, после чего были проведены действия по укреплению и выравниванию красочного слоя. Затем картина была повторно переведена на новую основу из льняного холста, и, наконец, отреставрированное полотно было натянуто на новый подрамник. Разработанная методика реставрации столь большой по размеру картины является уникальной.
Полотно «Грешница» экспонировалось на приуроченной к 175-летию Семирадского выставке «Генрих Семирадский и колония русских художников в Риме», проходившей с 20 декабря 2017 года по 2 апреля 2018 года в корпусе Бенуа Государственного Русского музея в Санкт-Петербурге. Оно также было одним из экспонатов выставки «Генрих Семирадский. По примеру богов», которая проходила с 28 апреля по 3 июля 2022 года в Новой Третьяковке на Крымском Валу.

## Сюжет и композиция
Сюжет картины связан с историей о Христе и грешнице, описанной в Евангелии от Иоанна (в трёх синоптических Eвангелиях этот рассказ отсутствует). В произведении Семирадского трактовка сюжета значительно отличается от традиционного евангельского варианта, в котором женщина, уличённая в прелюбодеянии, была насильно приведена к Христу фарисеями и саддукеями (в Новом Завете часто используется выражение «фарисеи и книжники»); согласно законам Моисея, грешница должна была быть побита камнями.
В отличие от Евангелия, трактовка темы, которой следует Семирадский, по своему описанию близка к мотивам популярной в то время поэмы Алексея Константиновича Толстого «Грешница», в которой падшая женщина, развлекавшаяся в шумной компании праздных людей, преображается под воздействием Христа. По-видимому, именно такой вариант, символизирующий нравственную победу христианства над язычеством, и был предложен художнику заказчиком полотна — великим князем Владимиром Александровичем. Тем не менее, хотя Семирадскому нравились и сюжет, и мелодичность стихов Толстого, он не рассматривал своё произведение как простую иллюстрацию к поэтическим строкам. Не планируя собирать материал в Палестине, художник полагал, что ему поможет собственное воображение, а также яркий свет итальянского солнца, который «насытит пространство, выхватит из него одни фигуры и закроет другие».
Определённое влияние на трактовку сюжета «Грешницы» могла также оказать книга французского философа и писателя Эрнеста Ренана «Жизнь Иисуса», в которой подчёркивалась человеческая сущность Христа и, в частности, обсуждались его отношения с женщинами. По словам автора книги, то, что Христос уважительно относился ко всем женщинам, в том числе падшим, шло вразрез с устоявшимися принципами того времени. По мнению Ренана, такое поведение Иисуса отражало его природное благородство, а его искренняя доброта способствовала успешному перерождению грешниц.
Фрагменты картины «Грешница»
Композиционно картина «Грешница» может быть разделена на две части. В левой части полотна изображён Христос вместе со своими последователями — все они одеты в скромные светлые одежды. В правой части — грешница-куртизанка в нарядном шёлковом одеянии с большим количеством драгоценностей; позади неё — свита весёлых и хмельных мужчин и женщин. Важными элементами композиции являются фигуры главных персонажей — Христа и грешницы, расположенные на примерно равном расстоянии от левого и правого краёв полотна. Художник изобразил на холсте тот момент, когда они пристально смотрят друг на друга, — «момент конфронтации взглядов».

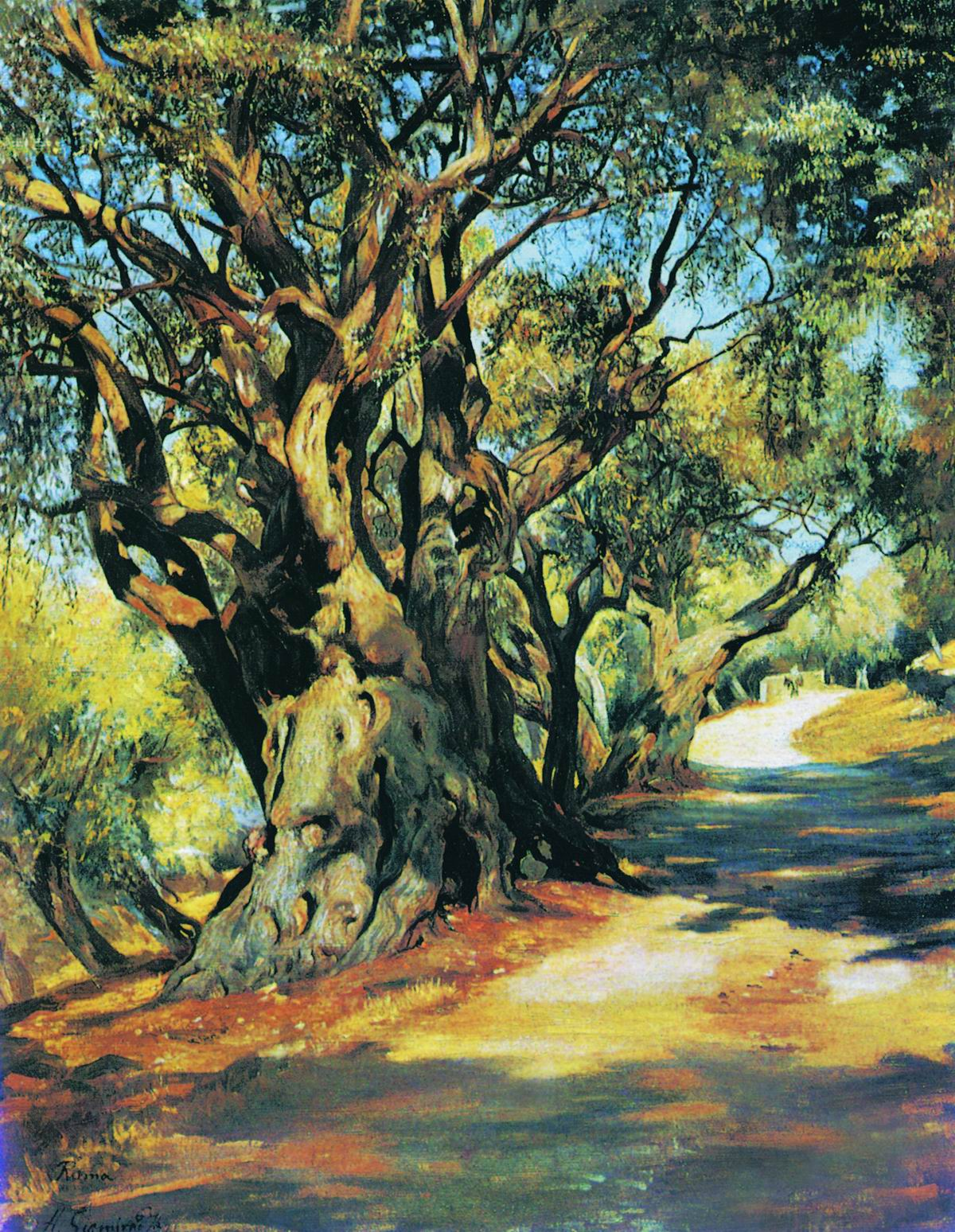
Дорога из Рима в Альбано (1870-е, ТОКГ)

В центре полотна, между левой и правой группами действующих лиц, изображена старая олива. Возможно, именно в процессе работы над этим деревом Семирадский создал пейзаж «Дорога из Рима в Альбано» (холст, масло, 78 × 62 см, 1870-е, Тверская областная картинная галерея). Дерево вместе с границей, образованной его тенью, образуют V-образную конфигурацию, которая играет заметную роль в композиции полотна. В тени дерева находятся несколько развлекающихся людей, среди которых выделяется полуобнажённая женщина. Ниже неё, у основания дерева, находится скульптура крылатого «монстра» с телом льва, лицом кошки и рогами козы.
Христос, одетый в длинный белый хитон, показан милостивым и всепрощающим, его образ символизирует красоту, гармонию и совершенство, в соответствии со строками Толстого: «Любовью к ближним пламенея, / Народ смиренью он учил, / Он все законы Моисея / Любви закону подчинил; / Не терпит гнева он, ни мщенья, / Он проповедует прощенье, / Велит за зло платить добром…». Правее Христа, между ним и старой оливой, изображён апостол Иоанн. Он повёрнут лицом к зрителю, а серый цвет его накидки хорошо сочетается с цветами затенённых участков ствола дерева. Одежда Христа и его последователей включает в себя элементы как античного, так и арабского стилей.
В поэме «Грешница» Алексей Толстой так описывал «блудницу молодую»: «Её причудливый наряд / Невольно привлекает взоры, / Её нескромные уборы / О грешной жизни говорят; / Но дева падшая прекрасна…». Следуя описанию Толстого, Семирадский передаёт героине своей картины всю ту красоту и нарядность, которыми она наделена в поэме: «Её и серьги и запястья, / Звеня, к восторгам сладострастья, / К утехам пламенным зовут, / Алмазы блещут там и тут, / И, тень бросая на ланиты, / Во всем обилии красы, / Жемчужной нитью перевиты, / Падут роскошные власы…». Испытав под взглядом Христа давно забытое ею чувство смущения, грешница выронила кубок с вином, который упал на землю перед ней. За спиной главной героини находится ещё одна женщина, взгляд которой тоже направлен на Христа. С точки зрения композиции, эта женщина и окружающие её развлекающиеся люди уравновешивают находящуюся слева группу Христа и его последователей.

## Наброски, этюды, эскизы и повторения
Значительная часть графического наследия Генриха Семирадского находится в музеях Польши. В Национальном музее в Кракове хранится альбом художника, включающий в себя 32 наброска к картине «Грешница», а также другие подготовительные материалы (упоминаются следующие инвентарные номера: MNK III-r.a. 18401, 18402 и 17323). В частности, в краковском музее находится эскиз-вариант картины «Грешница» (бумага на картоне, графитный карандаш). В Национальном музее в Варшаве хранится другой альбом Семирадского (инв. MNW Rys. Pol. 8962/1—84), который содержит ряд подготовительных рисунков для «Грешницы» (8962/9—26, 42, 46, 49, 50). Среди этих рисунков, выполненных карандашом на листах бумаги размером 20,6 × 17,4 см, есть «Женская фигура» (этюд для грешницы, инв. 8262/9), «Грешница и апостол Иоанн» (инв. 8962/11; в отличие от окончательной версии полотна, апостол находится справа от грешницы), «Апостол Иоанн» (инв. 8962/12), анатомический этюд мышц руки и набросок лица (инв. 8962/14), «Женщина, стоящая на коленях» (этюд для грешницы, инв. 8962/19), а также два композиционных эскиза (инв. 8962/21 и 8962/26).
Графические этюды и эскиз из собрания Национального музея в Варшаве
Два эскиза, которые упоминаются под названиями «Грешница» или «Христос и грешница», хранятся в Государственном Русском музее. На одном из них — первоначальном эскизе-варианте, выполненном графитным карандашом на бумаге, дублированной на ватман (34,6 × 55,5 см, 1871—1872, инв. Р-56734), — грешница и сопровождающая её весёлая компания расположены слева, а Христос стоит справа от грешницы, причём его ученики и последователи находятся в некотором отдалении от него. Этот эскиз был приобретён музеем в 1976 году у М. П. Глинки (Ленинград). На другом эскизе, выполненном акварелью и графитным карандашом на бумаге, дублированной на фильтрованную реставрационную бумагу (21 × 40,2 см или 21 × 41,1 см, 1872, инв. Р-54219), Христос с группой своих последователей, как и на основном полотне, находится в левой части композиции. По словам искусствоведа Даиры Лебедевой, в этом эскизе «найдена основная светотеневая разработка будущей картины, которая нацелена на пленэрность, на выявление в ней стихии солнечного света и световоздушной среды». Эскиз был приобретён в 1962 году у И. И. Фалтуса (Дубно, Ровненская область, УССР).
Эскизы к картине «Грешница»
В собрании Новгородского государственного объединённого музея-заповедника есть вариант (предполагаемый эскиз) картины «Грешница», под названием «Христос и грешница» (холст, масло, 34,6 × 69,1 см, 1872, инв. РЖ-85). Картина, приобретённая Новгородским музеем в конце 1945 года через Ленинградскую государственную закупочную комиссию, поступила в музейное собрание в октябре 1947 года. Кроме этого, известно о существовании живописного этюда «Голова грешницы» (холст, масло, 54 × 42 см), который находится в частном собрании.
Эскиз, этюд и авторское повторение картины «Грешница»
В Рыбинском государственном историко-архитектурном и художественном музее-заповеднике хранится авторское повторение картины «Грешница», выполненное сепией на бумаге (61 × 132 см) и датируемое 1873 или 1874 годом. На сайте музея уточняется, что материал и техника — бумага на бумаге, сепия и чёрная акварель (инв. Г-4708). Произведение поступило в музей в 1921 году из Петроградской Экспертной комиссии при Народном комиссариате внешней торговли РСФСР. По-видимому, это именно то повторение, которое было заказано великим князем Владимиром Александровичем.
Другое уменьшенное авторское повторение полотна — «Христос и грешница» (холст, масло, 123 × 240 см, 1873?) — хранится в картинной галерее Псковского государственного объединённого историко-архитектурного и художественного музея-заповедника. Оно поступило туда из собрания Ивана Михайловича Воронова (архимандрита Алипия, наместника Псково-Печерского монастыря). Ещё одно авторское повторение картины «Христос и грешница» (холст, масло, 145 × 240 см) было обнаружено в начале XXI века в частном собрании в Цюрихе.

## Отзывы и критика
Художественный критик Владимир Стасов в статье «Двадцать пять лет русского искусства», опубликованной в 1883 году, писал, что картина Семирадского «Христос и грешница» произвела на публику очень большое впечатление, в первую очередь «своим блестящим колоритом» и «франтовскими своими красочными пятнами». Тем не менее, по словам Стасова, полотно Семирадского «никак нельзя примкнуть» к таким полотнам религиозного содержания, как «Христос в пустыне» Ивана Крамского и «Тайная вечеря» Николая Ге. Стасов отмечал, что картина Семирадского «поверхностна по содержанию», грешница выглядит как «современная парижская опереточная кокотка Оффенбаха», а «Христос и апостолы до того состоят из одного костюма, что вовсе не след говорить о ней, как о серьёзном историческом создании».
Художник Иван Крамской в письме к пейзажисту Фёдору Васильеву от 10 апреля 1873 года рассказывал о том впечатлении, которое произвела на него «Грешница» Семирадского. Крамской писал, что «картина недюжинная», и она «написана так дерзко и колоритно, в смысле подбора красок (а не органического колорита), так сильно по светотени, и так много в ней внешнего движения, эффекта, что публика просто поражена». По словам художника, картина «производит в первый раз импонирующее впечатление», под которым он сам находился около двадцати минут. При этом Крамской отмечал фальшь, которую, в частности, можно увидеть в трактовке основных персонажей, изображённых на полотне: «Христос — такая ничтожная личность, что для него ни одна грешница не раскается, да и сама грешница не из тех, которые бросают развесёлую жизнь».

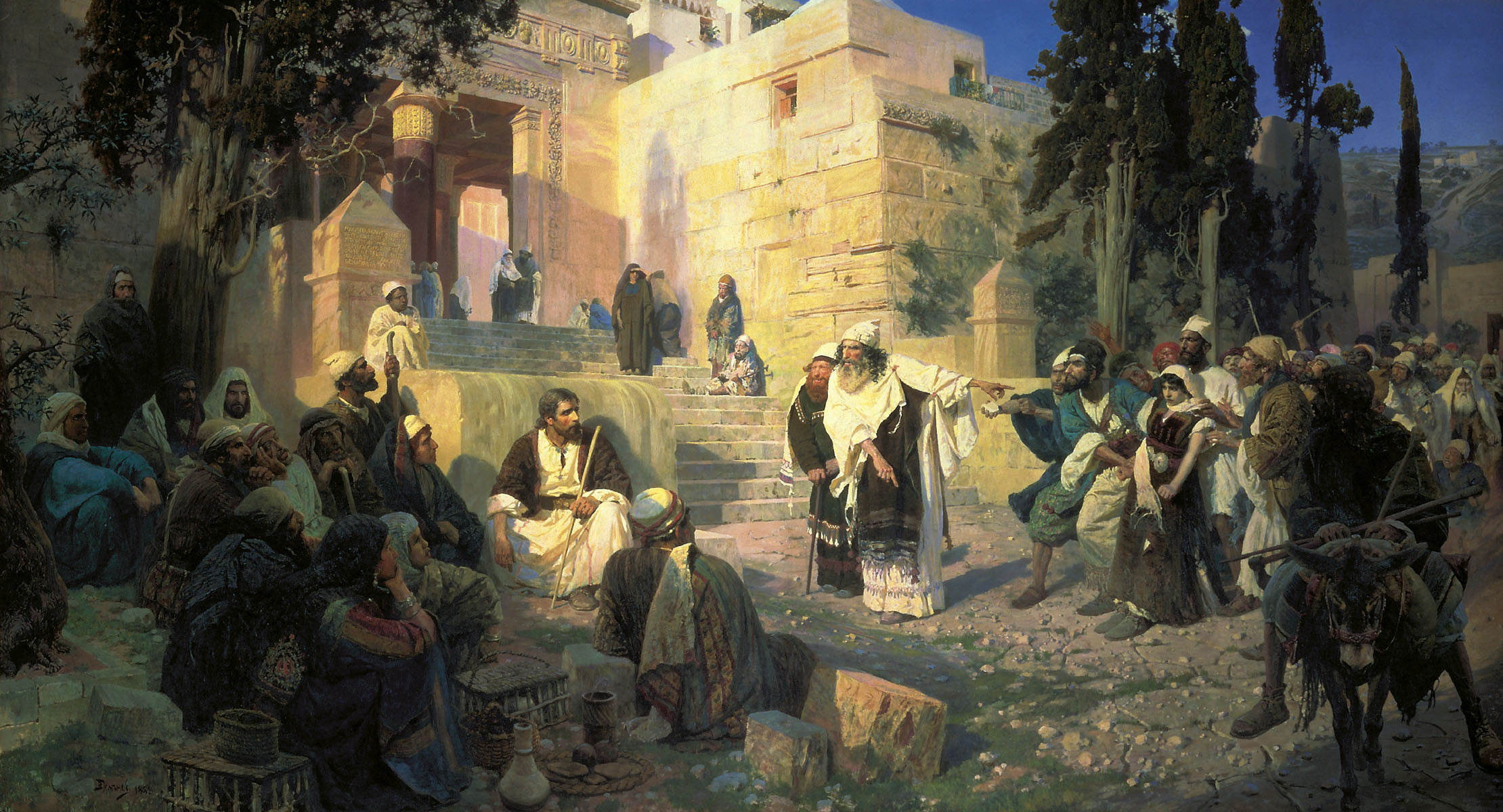
Василий Поленов. Христос и грешница (1887, ГРМ)

Искусствовед Павел Климов отмечал, что передвижники, к числу которых относился Крамской, с опаской встретили появление в академическом стане такой яркой и мощной фигуры, как Семирадский, — с точки зрения оппонентов, успех «Грешницы» «свидетельствовал о живучести многократно обруганного и осмеянного ими академизма», от которого, по их мнению, в скором времени должны были отвернуться и зрители, и заказчики, и коллекционеры. По словам Климова, такое отношение привело к тому, что уже в самом начале творческого пути Семирадский стал рассматриваться передвижниками «как ударная сила Академии и основной соперник, с которым следует вести бескомпромиссную борьбу».
Искусствовед Татьяна Карпова отмечала, что в картине «Грешница» Семирадский «впервые нашёл свой главный конёк — использование пленэрных эффектов в большом холсте, написанном на сюжет из далёкого прошлого», и что в те времена «это явилось новостью для русского искусства». По словам Карповой, сведение воедино пленэрной живописи и евангельского сюжета дало «впечатление иллюзии, достоверности, реальности легендарных событий». Всё это было созвучно популярному в то время направлению библеистики (Эрнест Ренан и другие), трактовавшему Иисуса Христа как реально существовавшую историческую личность. Сравнивая произведение Семирадского с более поздним полотном на ту же тему Василия Поленова «Христос и грешница» (1887, ГРМ), Карпова писала, что обе картины «нельзя признать бесспорными шедеврами в биографиях этих художников, но они стали чрезвычайно важными вехами в их творческой эволюции».